# 安部ヨリミ
安部 ヨリミ（あべ ヨリミ、1899年7月25日 - 1990年7月28日）は、日本の小説家である。小説家・劇作家として知られる安部公房の母で、安部 よりみ、安部 頼実という表記もある。彼女は公房の出生と前後して生涯で唯一の小説『スフィンクスは笑う』（翌年『光に背く』と改題）を書き上げていた。『スフィンクスは笑う』は2012年に講談社文芸文庫から再刊され、その資料的重要性や文学性の高さなどが改めて注目されている。

## 生涯
結婚前の姓は井村（いむら）といい、北海道上川郡東鷹栖村（現：旭川市東鷹栖）に生まれた。父・井村亀蔵と母・サクはともに現在の徳島県出身で、ヨリミは3人姉弟（姉ハルメ、ヨリミ、弟效〈まなぶ〉）の真ん中であった。
ヨリミは旭川高等女学校（現:旭川西高等学校）から東京女子師範学校（現:お茶の水女子大学）の国文学科に進んだ。在学中のヨリミは日本初の社会主義的婦人団体である赤瀾会（1921年4月結成）の思想に触れ、その活動に共鳴した。彼女はその講演会のビラを掲示板に張り出し、それが原因となって退学処分を受けた。
1922年、ヨリミは同郷の出身で1歳年上の安部浅吉と結婚した。浅吉は医者を志望して南満医学堂（後の満州医科大学）に入学し、卒業後は大学付属の奉天医院小児科に勤めながら専攻として栄養学を学んだ。ヨリミは浅吉が東京の国立栄養研究所に出向している際に出会った。公房の娘安部ねりは、自著『安部公房伝』（2011年）において「ヨリミが浅吉の東京での住居に押しかけてきた」という安部家に残る好意的とはいえない風評を紹介している。ただしねりは「実際は若い二人のことであるからお互いに愛し合っていたものと思われる」と続けている。
井村家と安部家はともに東鷹栖村の入植者であり、入植の時期は井村家の方が早かった。1923年1月6日から7日にかけて、故郷の東鷹栖村にて結婚披露宴を開催した。
浅吉は同月11日、単身で奉天に戻った。浅吉はヨリミを連れて行こうと考えていたものの、遠距離に伴う旅の困難に加えて浅吉が学校を出たばかりで親がかりであることなどの理由で断念せざるを得なかった。
当初浅吉は3月に戻る予定であったが、勤務先の都合で延期となった。浅吉は5月に東京の国立栄養研究所に出向が決まった。2人は東京府北豊島郡滝野川町西ヶ原（現:東京都北区西ヶ原）に家を借り、安部家からの仕送り100円と南満州鉄道からの研究費100円で生計を立てた。当時は教員の初任給が40円ほどの時代であり、家賃は21円であった。しかし、2人とも浪費癖があったため魚や味噌さえ買えないほどに困窮することもあった。
やがてヨリミは子（後の安部公房）を授かった。浅吉は悪阻に加えて体調不良に苦しむヨリミのために、たびたび研究所を休んで家事に勤しんだ。ただし、浅吉の両親はこのことを快く思わず、2人の意を汲んだ亀蔵がヨリミにたびたび手紙で忠告していた。
浪費家だった2人の生活を変えたのは、同年9月1日の関東大震災であった。浅吉とヨリミは無事であったが、このときのヨリミは、地面が左右に1メートルも移動したために立っていることができず、かえって大笑いをしてしまったという。
大震災発生後の9月5日には、北海道から亀蔵が安部勝三郎（浅吉の父）とともに2人の生死を案じて東京まで訪ねてきた。勝三郎と亀蔵は生きている2人を見て祝杯を挙げたといい、この情景に運命というものを痛切に感じた2人は生活態度を改め、月々の収入200円から貯金もできるようになっていた。
ヨリミは同年10月10日から小説『スフィンクスは笑う』を書き始めた。400字詰め原稿用紙で400枚を超える長編となったこの小説は11月の終わりまでに書きあがり、12月には出版社に渡している。『スフィンクスは笑う』は翌1924年3月20日付で、異端社から刊行された。なお異端社とはヨリミが会員であった芸術綜合雑誌『異端』の発行所であり、『スフィンクスは笑う』は異端社初の単行本として上梓されたものである。
出版直前の同年3月7日、第1子の公房が誕生した。その後浅吉とヨリミの間には、春光（1927年-2014年）、洋子（1931年 - 1938年）、康子（1937年生）が誕生している。
1925年、浅吉は満州医科大学助教授・栄養部主任に就任した。それに伴って一家は満州に渡り、奉天市の日本人居住地にあった満鉄甲社宅に住まいを定めた。この地で1927年に2番目の子春光（しゅんこう）が誕生した。
公房は1930年4月、満州教育専門学校付属小学校（1933年に奉天千代田小学校と改名）に入学した。ヨリミは教育熱心な母親で、特に公房にはつきっきりで勉強を教えた。ただし、ヨリミは公房たちに文学書を読むことを禁じた。しかし、公房の担任となった宮武城吉は本の多読を勧めたうえに議論や執筆も奨励し、後の文学者へとつながる素地が形成されていった。
浅吉は論文「患者食研究」によって同年8月11日付で京都帝国大学から医学博士の学位を授与された。さらに浅吉は同年11月に在外研究員を命じられたため、1932年7月までアメリカ・ドイツ・ハンガリーなどに留学することになった。
当時ヨリミは妊娠中だったため、公房と春光を伴って東鷹栖の井村家に身を寄せ、公房は東鷹栖近文第一小学校に転校した。東鷹栖では1931年に長女の洋子が生まれた。翌1932年、井村家で唯一の男子であったヨリミの弟效（まなぶ）が結核で死去したため、当時4歳の春光は井村家の養子に入ることになった。
やがて浅吉の留学が終わると、ヨリミ、公房、洋子はともに奉天へと戻り、公房は満州教育専門学校付属小学校に転入した。ただし、毎年夏休みには一家そろって東鷹栖に戻るのが恒例行事となっていた。公房が小学校4年生のとき、後に親友となる金山時夫と出会った。この出会いはヨリミがお膳立てしたもので、彼の家を訪れて公房と友達になってくれと頼んだのがその契機であった。
1936年4月、公房は新設された奉天第二中学校に進学した。この時期に、東鷹栖の井村家の養子にはいっていた春光が、ヨリミの父・亀蔵の死（享年74歳）を契機として奉天の安部家に戻っている。
1937年には末子の康子が誕生したが、翌1938年の夏には第3子の洋子が7歳（没年齢は6歳ごろまたは8歳との異説あり）で急死した。洋子は利発な子で家族に可愛がられて育っていたが、魚売りの氷を食べたことがもとで食中毒を起こし、1日のうちに死んだという。
1940年4月に公房が単身で東京の成城高等学校理科乙類（ドイツ語）に入学した。1942年4月、浅吉は奉天市内で安部内科医院を開業した。1944年12月、東京帝國大学医学部に進学していた公房が金山とともに奉天に戻り、一家そろっての生活が始まった。
1945年、日本が第二次世界大戦に敗戦し、ソ連軍が満州に侵攻してきた。ソ連軍兵士の暴行掠奪に中国人暴徒も武装化して加わり、奉天は混乱を極めた。秋になると八路軍も奉天入りした。同年10月から翌春にかけて、奉天では発疹チフスが大流行した。安部家でも全員が感染する事態に陥り、12月21日には当時47歳の浅吉が死去した。
浅吉が死去すると、ソ連軍から24時間以内に自宅から立ち退くようにとの命令があった。一家4人は公房の友人宅を転々と移り住むことになった。
翌1946年9月初めに一家4人は日本へ引き揚げることになり、葫蘆島から佐世保行きの船に乗船した。佐世保から列車で旭川を目指し、到着したのは11月2日のことであった。旭川で一家はヨリミの実家である井村家に身を寄せた。ただし公房のみは、大学の籍が残っているのがわかったため東京での暮らしを選んでいる。
旭川でヨリミは厳しい生活に身を置くことになった。生家の井村家と婚家の安部家はともに大地主であったが、第二次世界大戦後の農地解放によってほとんどの土地が失われていた。幸いなことに両家の元小作人たちは彼女の境遇に理解を示し、よく面倒を見てくれた。
ヨリミは公房と春光に学費を仕送りするため、一度もやったことのない農作業に勤しんだ。彼女は米や野菜を作り、ヒツジ2頭や100羽ほどのニワトリに加えてアヒルやウサギまで飼育した。ヨリミは教員免許を所持していたため、近くの学校から教員にならないかとの勧誘も受けていた。しかしヨリミは、「学校の先生では2人の息子を医者にはできない」と言ったという。
公房はほとんど旭川に戻ってこなかった。翌1947年、公房は山田真知子（のちの安部真知）と結婚し、その後に2人で旭川を訪れた。このときには春光も旭川に戻っていて、久しぶりに家族そろっての団欒を過ごしている。
公房の妹・福井康子によると、ヨリミは戦争などで大変な思いをしたからこそ、公房と春光を医者にしたいという思いが強かったという。当時の公房は、医者ではなく小説家になる意思をヨリミや家族に伝えていなかったと推定される。木村陽子（2015年）は赤松和子によるヨリミと公房についての証言を紹介している。
しかし、ヨリミの想いとは裏腹に公房と春光は急速に文学へと傾倒していった。春光の証言によれば、彼自身も札幌医科大学に進む前後までは文学を志し、詩を同人誌に寄稿するなどの活動を行っていた。公房から「お前には才能がない。小説家にはおれがなるから、お前は父母の意思を継いで医者になれ」と諭され、文学の道を断念している。
ヨリミは公房が小説家へと進路を定めたのちは「ごちゃごちゃ言う」ような振る舞いは一切しなかった。公房は1956年4月に野方（中野区）に転居したのを機に、ヨリミと康子を北海道から呼び寄せて同居を始めた。公房は原稿を書き上げると、まずヨリミに「読んで」と送っていた。ヨリミが公房の家で同居していた時期も、その後康子の結婚とともに一緒に埼玉県に転居した後も、1973年刊行の『箱男』の時期まで『砂の女』や『他人の顔』などの代表作を含む原稿送付が続いていた。康子は「私も一緒になって読むのですが、「変な失敗作だったらどうしよう…」と思いながら、ドキドキしながらいつも読んでいました」と証言している。康子はねりが『安部公房伝』において『壁-S・カルマ氏の犯罪』（1951年）を執筆したときにヨリミが「見せなさい、直してあげる」と言ったことを後に公房の妻真知が怒っていたというエピソードを紹介したことについて「それはまちがいで、母が添削するというなんていうことはまったくなく、そこまで出しゃばる人ではなかったです」と明言している。
ヨリミは公房に先立ち1990年7月28日に康子の家で死去した。公房は実子であるねりの結婚式にも出ないほどに冠婚葬祭を嫌っていたが、この時期はすでに体調が思わしくなく、葬儀は出席できなかった。ヨリミ自身は生前の希望として、康子の家から密葬に近いかたちで葬儀を出してほしいと言っていて、公房もそれに同意していた。しかし、結局は世間体などを考慮した真知の考えに従って出版社などにも知らせている。

## 著作と文学的関心
既に述べたとおり、ヨリミは公房の出生と前後して生涯で唯一の小説『スフィンクスは笑う』を書き上げていた。公房の小学校時代に担任を務めた宮武城吉によると、ヨリミが発表した作品は3編だったという。
木村陽子（前掲）は、単行本の『スフィンクスは笑う』（1924年3月、異端社刊）と『光に背く』（1925年3月、洪文社刊）を確認している。ただし、後者は前者を改題したものである。その他に鳥羽耕史（2024年）は、満鉄社員会機関紙である『協和』（1929年6月15日号）に「太郎さんと鼻」という題名の童話が掲載されていたのを雑誌記事索引で確認しているものの、その内容までは確認できなかったとしている。一方で倉地智哉（2025年）は、その「太郎さんと鼻」の内容を紹介したうえで、1924年7月1日締切の『女性改造』第1回懸賞短篇小説に応募された「吹雪」という小説について言及している。
『スフィンクスは笑う』が出版される際、読売新聞（1924年4月2日付、婦人欄）に彼女の記事が写真入りで大きく取り上げられている。その記事では彼女について学生時代の赤瀾会ビラにまつわる退学騒動に触れるとともに、「夫を了解するよき家庭の妻となったと同時に、文芸、社会運動に対する研究の手を少しもゆるめなかった。そうしてその中から若き血のもえたぎった男女の戦いを描いた『スフィンクスは笑う』が生れたのである。（後略）」と記述している。
翌1925年、『スフィンクスは笑う』は『光に背く』と改題の上で洪文社から出版された（安部頼実名義）。同年4月11日の読売新聞では、著者の近況と人となりを紹介し、「近く満州の方へ行かれることになっている、そして又異郷の地に変わった題材のものを書いて来たいと頼実さん自身も云っていた」と取り上げている。
公房の娘安部ねりは、著書『安部公房伝』の中で『スフィンクスは笑う』のあらすじを次のように紹介した。
『スフィンクスは笑う』は2012年に講談社文芸文庫から再刊され、その資料的重要性や文学性などが改めて注目されている。三浦雅士によれば、この本を彼に紹介したのは安部ねりであった。三浦は当初、安部公房という著名な作家の母が若き日に手がけた作品として、あくまでも公房作品を理解する上での手掛かりとして読み始めた。小説の半ばで三浦はこれは「本格的な小説であり、作品としてもきわめてすぐれている」と思い、読み終えてから講談社文芸文庫編集部に連絡した。やがて講談社文芸文庫での刊行が決まり、三浦自身が解説を担当することになった。
三浦は解説で「初めて読んだときには驚嘆した。（中略）これまで文壇で、あるいは文学史において、まったく無視されてきたことが信じられなかった」と記述し、「日本近代文学史を急行列車で走ってでもいるような気分にさせるその文体の微妙な変容が、小説の必然、言語の必然を生きる作者というものを思わせずにはおかないのである。（中略）読み直して、これはやはり名作だとあらためて思った（後略）」と高い評価を与えている。
坪内祐三（2012年）は講談社文芸文庫の近刊案内で『スフィンクスは笑う』を目にし、「安部ヨリミとは一体誰だろう?」と思ったという。彼によれば講談社文芸文庫は「文芸作品としてある程度評価の定まった作品のみが収められる」が、この作者の名は知らなかったため、刊行を心待ちにしていた。坪内も一読して「きわめて質の高い大正文学」と驚いたといい、とりわけ会話文や描写のうまさを「特筆したい」と称賛している。
宮西忠正（2009年）は『スフィンクスは笑う』について「小説化を密かに志していたヨリミが、単調な妻としての生活の中で、作家であることの憧れと怖れをもって書かれた作品であるように思われる」と評した。さらに宮西はヨリミがロシア文学（トルストイやドストエフスキーなど）に親しみ、日本文学では有島武郎に傾倒していたことを伺うことができることを指摘した。
木村陽子（前掲）が指摘するとおり、ヨリミは満州に渡っても創作を続ける意思を持っていた。三浦も「かりに浅吉・ヨリミ夫妻が東京に留まっていたならば、ヨリミが小説家の道を歩むことも大いにありえただろう」と記述している。さらに三浦は『群像』（2020年6号）に寄稿した文で「物語作家としてはヨリミのほうが公房より上だったと思えるからだ」と高評価を与えた。
満州に渡った後のヨリミは小説を発表することが一切なく、そればかりかかつて小説家であったことも子どもたちにさえ明かしていなかった。公房の妹福井康子は、ヨリミが「むしろ国文科になど進学せず、医学部に行って医者になればよかった」とよく言っていたと証言している。ヨリミは旭川アララギ会に1950年代初めに所属して短歌を創り、のちには1970年代から1980年代にかけて『短歌研究』や『短歌』の常連投稿者となったが、歌人として名を上げることはなかった。

## 人物と家族関係
戸籍上の名前はカタカナであったが、しばしば「よりみ」、「頼実」とも表記されていた。康子は、晩年のヨリミは習字の際によく「頼実」の字を用いていたと証言している。
康子によるとヨリミは非常に小柄で、公房と春光が大学を出た時分には体が弱り始めていた。さらにヨリミは生活苦を訴える手紙をたびたび公房に送っていて、公房はそれに応じて仕送りを始めていた。孫の安部ねりは、手紙でのヨリミの文才が災いして、同居の後に北海道での暮らしぶりが思ったより良かったことを知り、それまでで真知とともに苦労して仕送りしていたことからその心情に距離感が出たと指摘している。それでもヨリミはねりを可愛がり、幼い彼女にいろいろな頼みごとをして役割を与えていた。ねりは「その気になれば子供を支えることが上手な人だった」と評し、「ヨリミも公房も私に死んだ洋子を見ていたと、今になって思う」と回顧している。さらにねりは実母の真知が彼女にきつくあたっていたのに対して、公房とヨリミが怒ったところを見たことがないことを記述した。
康子によると、ヨリミとはいつも一緒にいたので奉天時代の思い出話を特にしたことはなかった。ただ、大の映画好きであった浅吉が映画鑑賞へ誘うと、ヨリミは面倒くさがって3回に2回くらいしか付き合わなかった。後年のヨリミはそのことを後悔していて「あんなに早く亡くなっちゃうんなら、全部付き合ってあげればよかった」と話していた。
康子の夫もヨリミを大事にしていた。ヨリミがどこかへ行きたいなどという希望をちょっと口に出すと、「じゃあ、次の休みに行こう」とその希望を優先するようなところがあった。康子自身もヨリミを尊敬し、「家族の中で誰か1人だけ助けられるとしたら迷わず母（ヨリミ）を選ぶ」と言明している。
康子から見た公房は、家族に優しい言葉をかけたり大事にしたりするタイプの人間ではなかった。それでも公房はヨリミをとても尊敬し、以心伝心で繋がっていたような部分があったという。晩年の公房は、小説の執筆が非常に困難になっていた。康子は「「もうお兄ちゃま（公房のこと）、こんな苦労しなくていいよ、一緒に天国に行きましょう」と連れて行ったんじゃないかって、そんな風に思うんです」と述べている。